# Associated Press Women's College Basketball Player of the Year
Le prix de la joueuse de basket-ball universitaire de l'année de l'Associated Press a été créé en 1995 pour récompenser la meilleure joueuse de basket-ball universitaire féminine de l'année, selon le vote de l'Associated Press (AP).

## Palmarès
|             | Introduit aux Basketball Hall of Fame.                                               |
|             | Introduit aux Women's Basketball Hall of Fame                                        |
|             | Introduit aux Basketball Hall of Fame et aux Women's Basketball Hall of Fame.        |
| Joueuse (X) | Indique le nombre de fois où la joueuse avait été nommé MVP à ce moment-là.          |
| Équipe (X)  | Indique le nombre de fois qu'une joueuse de cette équipe avait gagné à ce moment-là. |

| Année     | Joueur                 | Position      | Université                      | Année d'étude |
| --------- | ---------------------- | ------------- | ------------------------------- | ------------- |
| 1994-1995 | Rebecca Lobo           | pivot         | Huskies du Connecticut          | Senior        |
| 1995-1996 | Jennifer Rizzotti      | Arrière       | Huskies du Connecticut          | Senior        |
| 1996-1997 | Kara Wolters           | Pivot         | Huskies du Connecticut          | Senior        |
| 1997-1998 | Chamique Holdsclaw     | Ailière       | Lady Vols du Tennessee          | Junior        |
| 1998-1999 | Chamique Holdsclaw (2) | Ailière       | Lady Vols du Tennessee          | Senior        |
| 1999-2000 | Tamika Catchings       | Ailière       | Lady Vols du Tennessee          | Junior        |
| 2000-2001 | Ruth Riley             | Pivot         | Fighting Irish de Notre Dame    | Senior        |
| 2001-2002 | Sue Bird               | Arrière       | Huskies du Connecticut          | Senior        |
| 2002-2003 | Diana Taurasi          | Arrière       | Huskies du Connecticut          | Junior        |
| 2003-2004 | Alana Beard            | Arrière       | Lady Tigers de LSU              | Senior        |
| 2004-2005 | Seimone Augustus       | Arrière       | Lady Tigers de LSU              | Junior        |
| 2005-2006 | Seimone Augustus (2)   | Arrière       | Lady Tigers de LSU              | Senior        |
| 2006-2007 | Candace Parker         | Pivot         | Lady Volunteers du Tennessee    | Junior        |
| 2007-2008 | Candace Parker (2)     | Pivot         | Lady Volunteers du Tennessee    | Senior        |
| 2008-2009 | Maya Moore             | Ailière       | Huskies du Connecticut          | Sophomore     |
| 2009-2010 | Tina Charles           | Pivot         | Huskies du Connecticut          | Senior        |
| 2010-2011 | Maya Moore (2)         | Ailière       | Huskies du Connecticut          | Senior        |
| 2011-2012 | Brittney Griner        | Pivot         | Lady Bears de Baylor            | Junior        |
| 2012-2013 | Brittney Griner (2)    | Pivot         | Lady Bears de Baylor            | Senior        |
| 2013-2014 | Breanna Stewart        | Ailière       | Huskies du Connecticut          | Sophomore     |
| 2014-2015 | Breanna Stewart (2)    | Ailière       | Huskies du Connecticut          | Junior        |
| 2015-2016 | Breanna Stewart (3)    | Ailière       | Huskies du Connecticut          | Senior        |
| 2016-2017 | Kelsey Plum            | Arrière       | Huskies de Washington           | Senior        |
| 2017-2018 | A'ja Wilson            | Ailière       | Gamecocks de la Caroline du Sud | Senior        |
| 2018-2019 | Megan Gustafson        | Ailière forte | Hawkeyes de l'Iowa              | Senior        |
| 2019-2020 | Sabrina Ionescu        | Meneuse       | Ducks de l'Oregon               | Senior        |
| 2020-2021 | Paige Bueckers         | Meneuse       | Huskies du Connecticut          | Freshman      |
| 2021-2022 | Aliyah Boston          | Pivot         | Gamecocks de la Caroline du Sud | Junior        |
| 2022-2023 | Caitlin Clark          | Meneuse       | Hawkeyes de l'Iowa              | Junior        |
| 2023-2024 | Caitlin Clark (2)      | Meneuse       | Hawkeyes de l'Iowa              | Senior        |
| 2024-2025 | JuJu Watkins (en)      | Arrière       | Trojans de l'USC                | Sophomore     |